# Cardioscarta electa
Cardioscarta electa är en insektsart som beskrevs av Melichar 1932. Cardioscarta electa ingår i släktet Cardioscarta och familjen dvärgstritar. Inga underarter finns listade i Catalogue of Life.